# مايكروفيجن
مايكروفيجن (بالإنجليزية: Microvision)‏ هو أول مشغل ألعاب فيديو محمول يستخدم خراطيش قابلة للتبديل وبهذا المعنى فهي قابلة لإعادة البرمجة. صنعته شركة ميلتون برادلي في نوفمبر 1979 بسعر 49.99 دولارًا.
جاي سميث صمم مايكروفيجن، المهندس الذي قام لاحقًا بتصميم مشغل فيكتريكس. أدى مزيج مايكروفيجن من قابلية النقل والنظام القائم على الخرطوشة إلى نجاح معتدل، حيث حققت شركة سميث إنجنيرينغ أرباحًا بلغت 15 مليون دولار في السنة الأولى من إصدار النظام. ومع ذلك، أدى عدد قليل جدًا من الخراطيش والشاشة الصغيرة ونقص الدعم من شركات ألعاب الفيديو المنزلية القائمة إلى زوالها في عام 1981. وفقًا لساتورو أوكادا، الرئيس السابق لقسم آر أند دي 1 في نينتندو، أعطى مايكروفيجن الأصل لغيم أند واتش بعد تصميم نينتندو حول قيود مايكروفيجن.

## الإنتاج

لقطة شاشة من لعبة بلوك باستر، والتي تأتي مع مايكروفيجن.

على عكس معظم المشغلات اللاحقة، لم يكن مايكروفيجن يحتوي على معالج داخلي (وحدة معالجة مركزية). بدلاً من ذلك، تضمنت كل لعبة معالجها الخاص الموجود داخل الخرطوشة القابلة للإزالة. وهذا يعني أن المشغل نفسه يتكون بشكل فعال من الضوابط، لوحة وجهاز تحكم شاشة العرض البلوري السائل.
صنعت معالجات أول خراطيش مايكروفيجن باستخدام معالجات إنتل 8021 (مرخصة من قبل سيقنتكس) ومعالجات تكساس إنسترومنتس تي إم إس 1100. بسبب مشكلات الشراء، تحولت ميلتون برادلي إلى استخدام معالجات تي إم إس 1100 حصريًا بما في ذلك إعادة برمجة الألعاب التي برمجت في الأصل لمعالج 8021. كان تي إم إس 1100 جهازًا أكثر بدائية، لكنه قدم ذاكرة أكبر واستهلاكًا أقل للطاقة من 8021. احتاجت المراجعة الأولى إلى بطاريتين نظرًا لارتفاع استهلاك الطاقة في 8021، ولكن الوحدات اللاحقة (المصممة لتي إم إس 1100) تحتوي على حامل بطارية نشط واحد فقط. على الرغم من أن حجرة البطارية قد صممت للسماح بإدخال البطاريتين بقوة 9 فولت مع قطبية مناسبة للأطراف الموجبة والسالبة، عندما توجه البطارية بقوة بشكل غير صحيح، بينما كانت البطارية الأخرى موجهة بشكل صحيح، ستقصر البطاريتين وسوف يسخنون. كان الحل هو إزالة أطراف إحدى البطاريات لمنع هذا الخطر. نظرًا لارتفاع تكلفة تغيير قوالب الإنتاج، لم تستبعد ميلتون برادلي حجرة البطارية الثانية، بل أزالت أطرافها ووصفتها بحامل بطارية احتياطي.

## المشاكل

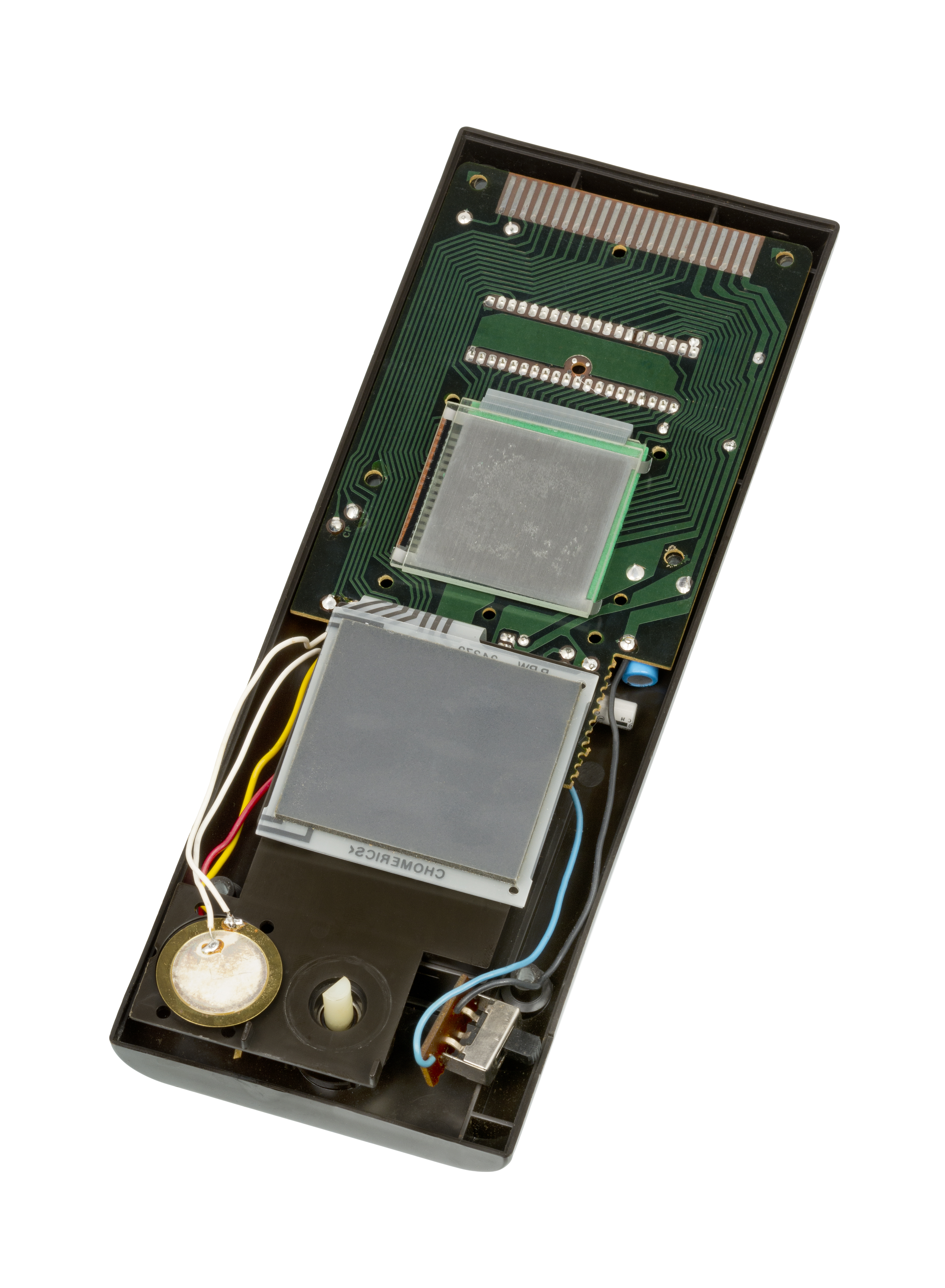
شاشة عرض بلوري سائل المكشوفة لمايكروفيجن، تظهر تلف الشاشة.

وحدات مايكروفيجن والخراطيش نادرة الآن إلى حد ما.[بحاجة لمصدر] تلك التي لا تزال موجودة عرضة لثلاث مشاكل رئيسية: "تعفن الشاشة"، وتلف التفريغ الكهربائي، وتدمير لوحة المفاتيح.

### تعفن الشاشة
كانت عملية التصنيع المستخدمة لإنشاء شاشة العرض البلوري السائل من مايكروفيجن بدائية بالمعايير الحديثة. أدى سوء الختم والشوائب التي أدخلت أثناء التصنيع إلى حالة تعرف باسم تعفن الشاشة. تتسرب البلورات السائلة تلقائيًا وتغمق بشكل دائم، مما ينتج عنه وحدة ألعاب لا تزال تعمل ولكنها غير قادرة على رسم الشاشة بشكل صحيح. بينما يمكن تجنب الحرارة الشديدة (مثل الناتجة عن ترك الوحدة في الشمس)، والتي يمكن أن تدمر الشاشة على الفور، فلا يوجد شيء يمكن القيام به لمنع تعفن الشاشة في معظم أنظمة مايكروفيجن.

### تلف التفريغ الكهربائي
مشكلة التصميم الرئيسية على أوائل الوحدات ينطوي على حقيقة أن المعالج (والذي هو داخل الجزء العلوي من كل خرطوشة) يفتقر التفريغ الكهربائي للحماية ويرتبط مباشرة إلى المسامير النحاسية التي تربط عادة خرطوشة إلى وحدة جهاز عرض. إذا قام المستخدم بفتح الباب المنزلق الواقي الذي يغطي المسامير، يمكن أن يتعرض المعالج لأي شحنة كهربائية قام المستخدم بتكوينها. إذا كان المستخدم قد تراكم شحنة كبيرة، يمكن أن يقفز التفريغ حول حافة الباب أو يمر عبر الباب نفسه (انهيار عازل). الدارة المتكاملة ذات الجهد المنخفض داخل الخرطوشة حساسة للغاية تجاه التفريغ الكهربائي، ويمكن تدميرها بحدث بضع عشرات من الفولتات فقط لا يمكن حتى أن يشعر بها الشخص، مما يؤدي إلى صدمة قاتلة لوحدة اللعبة. وصفت هذه الظاهرة بالتفصيل من قبل جون إلدر روبسون (مهندس سابق في ميلتون برادلي) في كتابه انظروا لي في العين. وصف روبنسون المشكلة بأنها كانت مشكلة كبيرة بما يكفي خلال موسم العطلات عام 1979 (مع إعادة ما يصل إلى 60% من الوحدات على أنها معيبة) مما أدى إلى ذعر كبير بين موظفي ميلتون برادلي وتطلب تعديلات واسعة النطاق لكل من وحدات مايكروفيجن اللاحقة ومصانع مايكروفيجن (التي كانت في السابق من تصميمه الخاص) لتبديد الشحنات الثابتة الضالة بشكل أفضل.

### تدمير لوحة المفاتيح
تحتوي وحدة مايكروفيجن على لوحة مفاتيح بها اثني عشر زرًا، مع مفاتيح مدفونة تحت طبقة سميكة من البلاستيك المرن. لمحاذاة أصابع المستخدم مع الأزرار المخفية، كانت الخراطيش بها فتحات في أسفلها (فوق لوحة المفاتيح). نظرًا لأن الألعاب المختلفة تتطلب وظائف مختلفة للأزرار، فقد غطيت الفتحات بقطعة رقيقة مطبوعة من البلاستيك، والتي حددت وظائف الأزرار في تلك اللعبة. تكمن مشكلة هذا التصميم في أن الضغط على الأزرار يؤدي إلى شد البلاستيك المطبوع، مما يؤدي إلى تمدد المادة الرقيقة وتمزقها في النهاية. أدى طول الأظافر إلى تفاقم الحالة. برمجت العديد من الألعاب الأولية لتقديم ملاحظات حول الضغط على المفتاح عند تحرير المفتاح بدلاً من الضغط عليه عند الضغط على المفتاح. نتيجة لذلك، قد يضغط المستخدمون بقوة أكبر على لوحة المفاتيح لأنه لا يزودوا بأي ملاحظات تفيد بأن المفتاح قد ضغط عليه. نتج هذا عن اختلاف لوحة المفاتيح المستخدمة في النماذج الأولية عن لوحة مفاتيح الإنتاج؛ تحتوي لوحة المفاتيح النموذجية على ردود فعل لمسية عند الضغط على المفاتيح تفتقر إليها وحدات الإنتاج.[بحاجة لمصدر]

## المواصفات التقنية

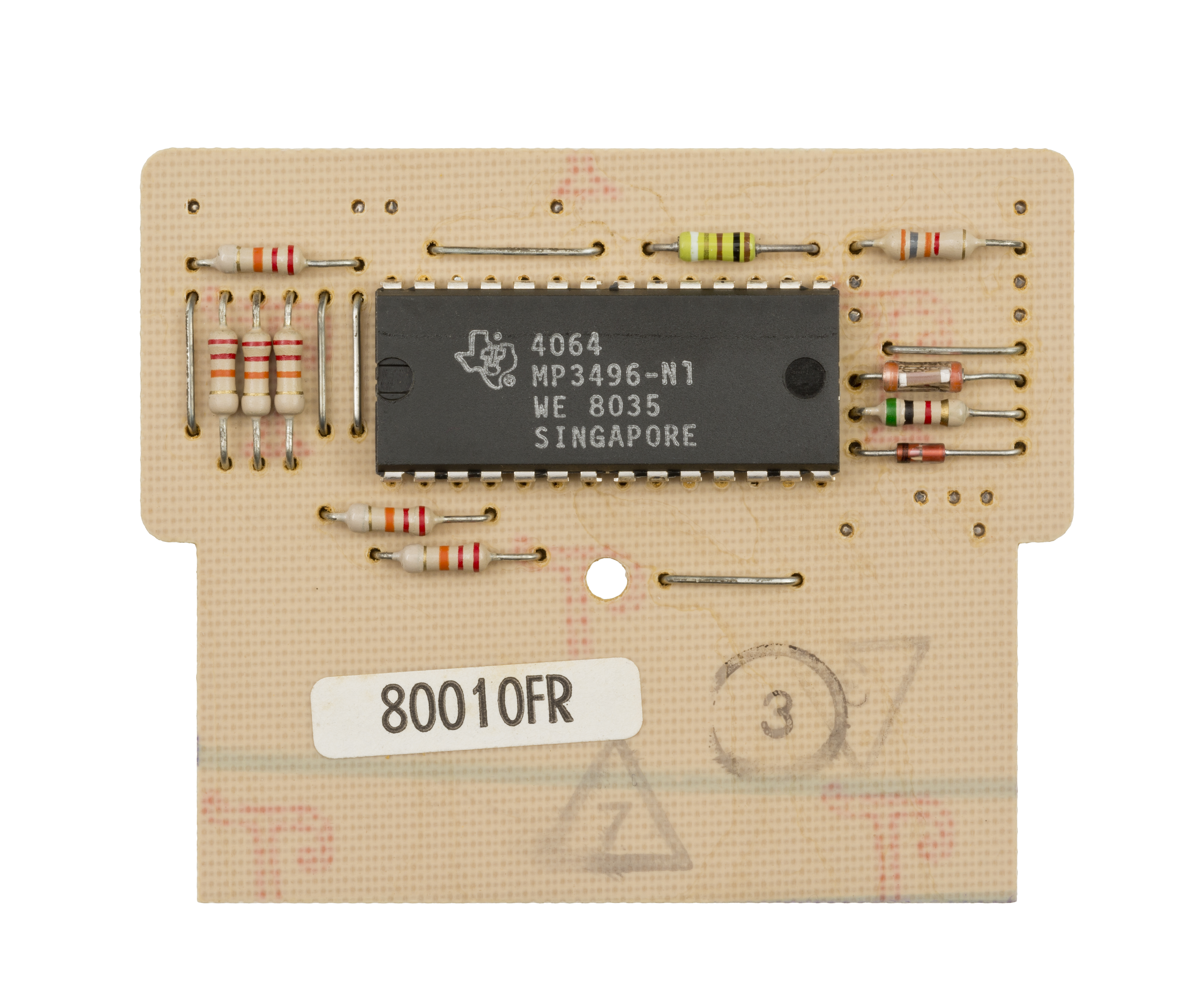
لوحة دارات مطبوعة لخرطوشة لعبة بلوك باستر، والتي تُظهر المعالج تي آي 3496 من عائلة تي إم إس 1100.

- وحدة المعالجة المركزية: إنتل 8021/تي آي تي إم إس 1100 (على خرطوشة)
- نوع الشاشة ودقتها: شاشة عرض بلوري سائل 16×16 بكسل[5]
- عرض التسجيل: 4 بت (تي إم إس 1100)، 8 بت (8021)
- سرعة المعالج: 100 كيلوهرتز
- ذاكرة الوصول العشوائي (مدمجة في وحدة المعالجة المركزية): 64 بايت
- ذاكرة القراءة فقط: 2 كيلو (تي إم إس 110)، 1 كيلو (8021)
- خرطوشة روم: 2 كيلو (تي إم إس 1100)، 1 كيلو (8021) مقنع (مدمج في وحدة المعالجة المركزية؛ كانت وحدة المعالجة المركزية لكل لعبة مختلفة)
- معالج عرض الفيديو: مشغل شاشة عرض بلوري سائل مخصص (من صنع هيوز)
- الصوت: بيزو بيبر
- الإدخال: اثني عشر زرًا في لوحة مفاتيح، مفتاح دوار واحد
- متطلبات الطاقة: بطارية واحدة أو بطاريتان 9 فولت على مشغلات مايكروفيجن السابقة، وبطارية واحدة 9 فولت على مشغلات مايكروفيجن اللاحقة
- تبديد القوة: 110 ميغاواط (تي إم إس 1100)، 1 واط (8021)

## الألعاب
بينما كانت العلب البلاستيكية لخرطوشة اللعبة باللون البيج في الولايات المتحدة الأمريكية، كانت تأتي بألوان مختلفة في أوروبا، ورقمت الألعاب على الصندوق. كانت الفئة العمرية للمشغل وألعابها في أوروبا تتراوح من 8 إلى 80 عامًا أو من 8 إلى الكبار.
كان هناك 12 لعبًة معروفًة بإصدارها.
  يشير تظليل الخلفية إلى الألعاب الملغاة.
| #  | إسم اللعبة                                     | إسم اللعبة                                               | رقم اللعبة (أوروبا) | تاريخ الإصدار                         | المعالج الدقيق                                 |
| #  | أمريكا                                         | دول أخرى                                                 | رقم اللعبة (أوروبا) | تاريخ الإصدار                         | المعالج الدقيق                                 |
| -- | ---------------------------------------------- | -------------------------------------------------------- | ------------------- | ------------------------------------- | ---------------------------------------------- |
| 1  | بلوك باستر                                     | بلوك باستر كاس بريك                                      | 1                   | نوفمبر 1979                           | تي آي إم بي 3496-إن 1 أو تي آي إم بي 3450 أيه  |
| 2  | بولينغ                                         | بولينغ                                                   | 2                   | نوفمبر 1979                           | تي آي إم بي 3475 إن إل إل                      |
| 3  | كونكت فور                                      | كونكت 4 4 غوينت فير أوبن ريغ فورزا 4 بيسانس 4            | 5                   | نوفمبر 1979                           | سيقنتكس إنتل 8021 أو تي آي إم بي 3481 إن إل إل |
| 4  | بينبول                                         | بينبول فليبر                                             | 4                   | نوفمبر 1979                           | تي آي إم بي 3455 إن إل إل                      |
| 5  | مايند باستر                                    | —                                                        | —                   | 1979                                  | تي آي إم بي 3457 إن إل إل                      |
| 6  | ستار تريك: فيزر سترايك (لاحقًا فيرز سترايك فقط) | شوتينغ ستار كانون فيزر                                   | 3                   | 1979                                  | تي آي إم بي 3545                               |
| 7  | فيجاس سلوتس                                    | —                                                        | —                   | 1979                                  | —                                              |
| 8  | بيسبول                                         | —                                                        | —                   | 1980                                  | —                                              |
| 9  | سي دول                                         | سي دول سي دوئل دويل دويلو سو ماري باتيل نافال (باتل شيب) | 6                   | 1980                                  | —                                              |
| 10 | ألين رايدرز                                    | سبيس بليتز بليتز                                         | 7                   | 1981                                  | —                                              |
| 11 | كوزميك هنتر                                    | —                                                        | —                   | 1981                                  | —                                              |
| 12 | غ/م                                            | سوبر بلوك باستر سوبر كاسي بريكيو (سوبر بريك بريكر)       | 8                   | 1982                                  | —                                              |
| 13 | باراج                                          | —                                                        | —                   | لم تصدر (من المفترض أن يصدر عام 1982) | —                                              |

## في الثقافة الشعبية
ظهر مايكروفيجن في فيلم يوم الجمعة الثالث عشر الجزء الثاني (1981).